# 地万
地万（？—520年），為6世纪蒙古高原古國柔然的女巫医。
她是屋引副升牟的妻子，被称为是豆浑地万。是豆浑是巫师之号。她被豆罗伏跋豆伐可汗丑奴宠信。她把丑奴的弟弟祖惠藏起来，假称祖惠在天上，而后请上天赐还。丑奴信以为真，称她为圣女，纳为可贺敦。地万扰乱朝政，引起内讧，进谗言让丑奴杀死祖惠。520年，丑奴母亲候吕陵氏识破地万的伎俩，派大臣李具列绞杀地万。